# M27 Infantry Automatic Rifle
Pușca automată de infanterie M27 (IAR) este o pușcă de asalt cu selectare de tir de 5,56 mm, bazată pe HK416 de la Heckler & Koch. Este folosit de Corpul Marin al Statelor Unite (USMC) și are scopul de a îmbunătăți manevrabilitatea puștilor automate. USMC a plănuit inițial să achiziționeze 6.500 de M27 pentru a înlocui o parte din mitralierele ușoare M249 folosite de pușcașii automatic din cadrul batalioanelor de infanterie și de recunoaștere blindate ușoare. Aproximativ 8.000–10.000 de M249 vor rămâne în serviciu cu Marine Corps pentru a fi utilizate la discreția comandanților companiei. În decembrie 2017, Marine Corps a anunțat că va echipa fiecare membru al unei echipe de infanterie cu M27.